# Lịch sử báo chí Việt Nam
Lịch sử báo chí Việt Nam bắt đầu từ khi người Pháp đặt nền móng thực dân tại Nam Kỳ vào khoảng năm 1862. Lịch sử báo chí Việt Nam phát triển qua nhiều giai đoạn khác nhau với khá nhiều thăng trầm do tác động của các điều kiện lịch sử, xã hội.

## Từ sơ khai đến thời Pháp thuộc
Trước khi báo chí ra đời, nhu cầu thông tin được giải quyết bằng nhiều phương thức khác nhau, như thằng mõ, những cuộc "giảng thập điều" trong sinh hoạt đình làng, hay Quảng Văn đình trong thời kỳ phong kiến. Những phong tục tập quán cổ truyền (trước Cách mạng tháng Tám) đã góp một phần không nhỏ vào việc ca tụng và phổ biến chế độ phong kiến và quân chủ. Trước thế kỷ 15, ngành in ấn tại Việt Nam chưa xuất hiện, toàn bộ sách vở đều nhập từ Trung Quốc, những tác phẩm văn học hay tiểu thuyết đều được chép bằng tay. Sau khi Lương Như Hộc được giao sứ mạng sang Trung Quốc học hỏi nghề in ấn loát thì ngành in mới du nhập vào Việt Nam. Về hình thức chữ viết, tin tức chủ yếu được phổ biến qua những bản báo cáo và sử biên gửi về cho vua chúa, vai trò của hình thức này gần giống với nền báo chí hiện đại. Song "báo chí hiện đại" tại Việt Nam chỉ thực sự xuất hiện khi thực dân Pháp xâm lăng và áp đặt môi trường văn minh phương Tây cưỡng chế.

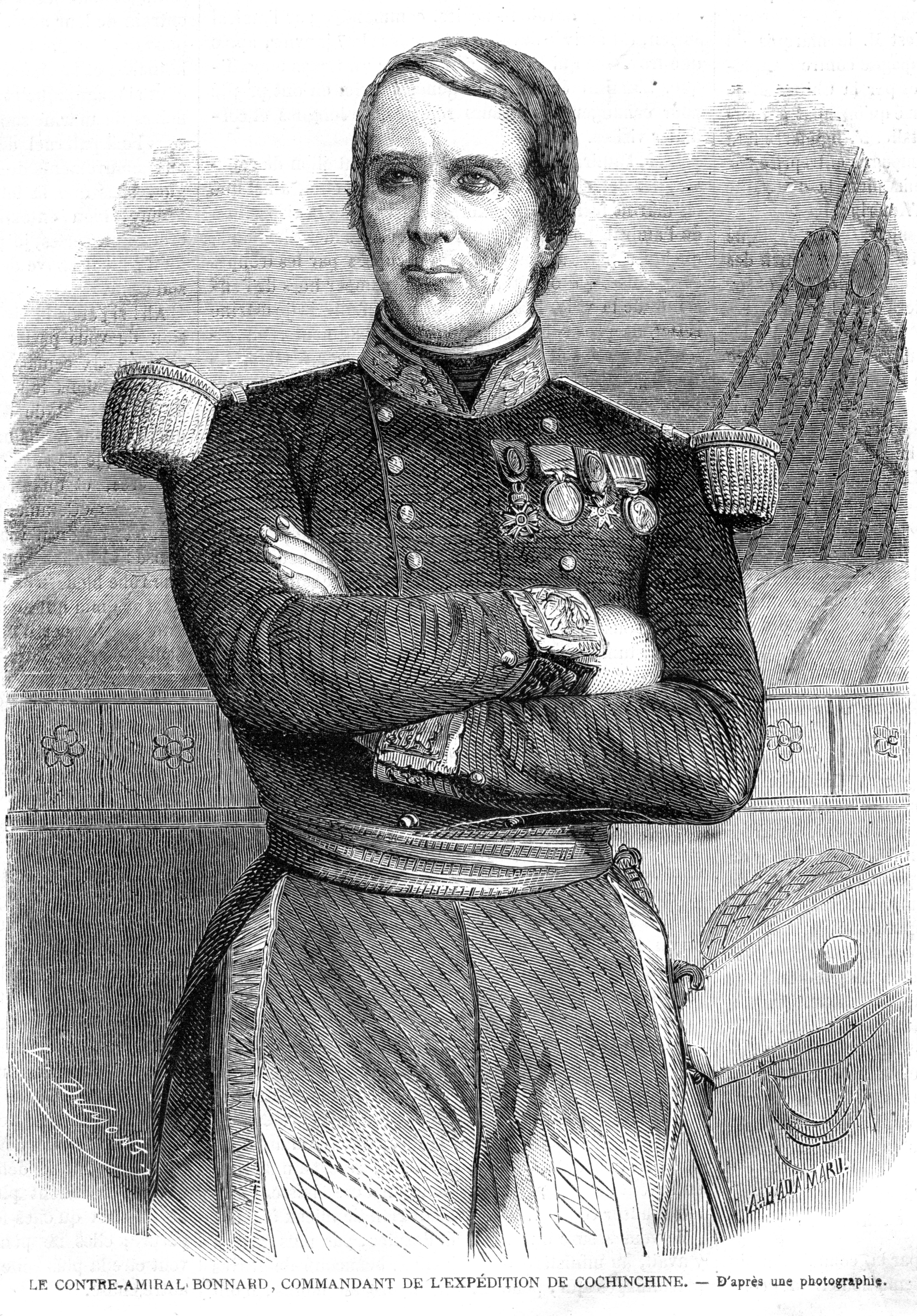
Đô đốc Bonard, người chỉ huy quân viễn chinh Pháp đã đem theo máy in, thợ in xuất bản tờ công báo đầu tiên ngày 29 tháng 9 năm 1861

Trước khi thực dân Pháp xâm chiếm Nam Kỳ lục tỉnh, chữ Quốc ngữ suốt 300 năm chế tác về cơ bản đã hoàn chỉnh và có khả năng đi vào đời sống. Từ cuối thế kỷ 16 trở về trước, cùng với việc phát hiện con đường vòng quanh thế giới, chủ nghĩa thực dân ra đời và đua nhau xâm lược thuộc địa. Cùng với trào lưu xâm lược, các giáo sĩ Thiên Chúa giáo cũng đi khắp nơi để truyền đạo. Từ thế kỷ 16–17, các giáo sĩ Bồ Đào Nha thuộc Dòng Tên cùng giới trí thức phong kiến người Việt La Mã hóa hầu hết những từ vựng tiếng Việt vào cuốn Từ điển Việt–Bồ–La. Sau vài lần chỉnh sửa bởi Alexandre de Rhodes, đến năm 1838, giáo sĩ Jean-Louis hoàn thiện thêm và cho in thành sách Từ điển Việt–Bồ–La, mở đầu cho sự ra đời của chữ Quốc ngữ tại Việt Nam. Sau sự kiện này, người Pháp đánh giá Alexandre de Rhodes là người "đã làm cho nước Pháp có vai trò quan trọng bậc nhất trên bán đảo Đông Dương." Trong công cuộc thực dân, lẫn trong hành lí của người Pháp, cỗ máy in – phương tiện đầu tiên của kỹ thuật in hoạt bản dần được du nhập vào Việt Nam. Ngay trong cuộc xâm lược 3 tỉnh miền tây Nam Kì, tờ công báo tiếng Pháp Bulletin officiel de l'Expédition de la Cochinchine ra đời, đặt nền móng cho những tờ công báo sau này của chính quyền thực dân. Ngoài tiếng Pháp, người Pháp còn xuất bản một tờ báo tiếng Hán (tiền thân của tờ Gia Định báo) nhằm vào giới quan lại không hợp tác với người Pháp. Năm 1869, sau khi thôn tính hoàn tất Nam Kỳ lục tỉnh (Hòa ước 1862), người Pháp bắt buộc thay thế chữ Nho bằng chữ Quốc ngữ và chữ Pháp trong công văn và hệ thống giáo dục, quá trình này diễn ra đến năm 1910. Từ đó, chữ Quốc ngữ trở thành phương tiện chính của người Việt, chữ Hán ngày càng mờ nhạt, người dùng ít dần. Trong quá trình cai trị của thực dân Pháp, mỗi vùng lãnh thổ có một thể chế chính trị riêng, chế độ báo chí theo đó cũng không giống nhau.

### Nam Kỳ
Nam Kỳ là nơi khởi sinh của nền báo chí Việt Nam, nhưng ngay từ lúc thành hình, làng báo đã bị lệ thuộc vào những luật lệ cho chính quyền Pháp đặt ra. Theo kế hoạch "tách Nam Kỳ khỏi vấn đề Việt Nam", sau hiệp ước Quý Mùi 1883 và Giáp Thân 1884, Nam Kỳ trở thành xứ thuộc địa trực trị của Pháp tại Viễn Đông. Theo đó, Nam Kỳ sẽ được hưởng Luật tự do báo chí ban hành ngày 29 tháng 7 năm 1881, vì luật này áp dụng cho chính nước Pháp và nước thuộc địa. Theo Luật 1881, mọi việc in ấn sách báo đều tự do, kể cả tiếng bản xứ hay tiếng Pháp, chỉ cần viên quản lý mang quốc tịch Pháp, đã thành niên và có đăng ký thủ tục với Sở Biện lý. Nhưng chính quyền Pháp thấy ngay sự "nguy hiểm" của bộ luật trên, ngày 30 tháng 12 năm 1898 Toàn quyền Đông Dương ban hành sắc lệnh mới, quyền tự do báo chí tại Nam Kỳ hoàn toàn bị bãi bỏ. Sắc lệnh 1898 bác bỏ hiệu lực pháp lý của Luật tự do báo chí 1881 của quốc hội Pháp. Sắc lệnh này yêu cầu những tờ báo in bằng "bất cứ một thứ tiếng nào ngoài tiếng Pháp" đều phải xin giấy phép của viên Toàn quyền, đồng thời trước khi phát hành sẽ bị kiểm duyệt và nghiêm cấm đề cập đến chủ đề chính trị. Thực tế đó dẫn đến việc Toàn quyền Đông Dương chỉ cấp giấy xuất bản cho người Pháp chính gốc và một số rất ít người bản xứ đã nhập tịch Pháp, hoặc đang nắm giữ trọng trách trong bộ máy chính quyền. Còn đối tượng "thuộc dân Pháp" hoặc "dân bảo hộ Pháp" rất khó để xin giấy phép, người Việt nếu muốn được cấp phép thì phải có nhiều tiền, quyền và lực. Thực trạng này dẫn đến việc người bản xứ muốn ra báo phải nhờ người Pháp đứng tên tờ báo, hoặc thuê lại giấy phép được cấp trước đó, hoặc làm thuê cho giám đốc người Pháp; hoặc làm thủ tục xuất bản báo tiếng Pháp để được hưởng Luật tự do 1881. Nếu không thể thực hiện theo phương thức hợp pháp thì chỉ có thể làm báo trong bí mật.

### Bắc Kỳ và Trung Kỳ
Trái với thông lệ "văn hóa đi từ phía Bắc đi xuống", nghề làm báo Việt Nam từ phía Nam đi lên. Báo chí Hà Nội thụt lùi khoảng 20 năm so với Sài Gòn, còn Trung Kỳ phát triển muộn nhất. Những tờ báo ban đầu tại Bắc Kỳ do chính quyền bảo hộ xuất bản đều mang tính chất công báo hoặc bằng tiếng Pháp, chữ Quốc ngữ chưa được phổ biến tại Bắc Kỳ và Trung Kỳ nên chưa có tờ báo tiếng Việt nào xuất hiện. Sau Nghị định ngày 3 tháng 10 năm 1888, Hà Nội, Hải Phòng và Tourane trở thành nhượng địa của Pháp, nhưng các vùng này không được hưởng Luật 1888, lý do là vì "các nơi ấy mới nhượng cho Pháp kể từ ngày 3 tháng 10 năm 1888, tức sau Luật tự do báo chí 1888 hơn 7 năm, do đó không được hưởng quyền tự do báo chí như ở Nam Kỳ." Tình trạng không luật lệ kéo dài đến cuối năm 1898, Sắc lệnh 1898 được ban bố chính thức điều chỉnh hoạt động báo chí cho toàn Liên bang Đông Dương. Với sự ra đời của Sắc lệnh này, báo chí tiếng Việt hầu như không thay đổi trong giai đoạn cuối thế kỷ 19.

### Giữa hai cuộc thế chiến
Để tránh nguy cơ tiết lộ thông tin bất lợi cho nhà nước Pháp và ứng phó với các tình huống có thể tạo điều kiện cho các nước thuộc địa nổi dậy, ngày 5 tháng 8 năm 1914, Thượng viện và Viện dân biểu thông qua "Luật trừng trị những tiết lộ của báo chí trong thời gian chiến tranh" và áp dụng tại Đông Dương vào ngày 19 tháng 10 cùng năm. Đạo luật này ngăn cấm việc phổ biến tin tức không do chính phủ hay chỉ huy cung cấp, đồng thời cấm đề cập đến chủ đề quân sự hay ngoại giao có lợi cho địch và gây ảnh hưởng không tốt cho sĩ khí của quân đội và dân chúng. Tự do báo chí Việt Nam trong thời kỳ này hầu như bị bãi bỏ, kể cả báo chí tiếng Pháp.
Cuối năm 1918 chiến tranh kết thúc, Pháp thắng Đức. Trong suốt cuộc chiến, tất cả nhân dân ở các nước thuộc địa đều chiến đấu bên cạnh "mẫu quốc" để chống Đức. Do đó người Pháp đã phải giữ phần nào lời hứa của họ là "chấp nhận cho nhân dân các nước thuộc địa một sự tự do tương đối nào đó."  Ngày 12 tháng 10 năm 1919, tổng thống Raymond Poincaré ký sắc lệnh tuyên bố Luật 1914 hết hiệu lực, từ thời điểm này người Việt có quyền thành lập báo chí, vì vậy báo chí xuất hiện ngày càng nhiều và dần dần giữ một địa vị ưu thế trong xã hội Việt Nam. Đến giai đoạn 1930–1939, nhiều đảng phái chính trị được thành lập, bộ mặt báo chí Việt Nam cũng dần thay đổi "bộ mặt lãng mạng" của thời kỳ trước để thay vào đó bằng một sắc thái mới, đặc biệt với sự xuất hiện của những tờ báo cách mạng và sự kiện Mặt trận Bình dân lên nắm quyền ở Pháp, những phong trào chính trị càng phát triển mạnh nhờ vào những cơ quan ngôn luận của mình.
Ngày 17 tháng 6 năm 1940, Pháp đầu hàng Đức, Đệ Tam Cộng hòa đành phải nhường lại cho chính phủ Pétain. Để đánh lạc hướng và làm cho người dân bản xứ quên đi tình hình chính trị trước mắt, người Pháp áp dụng chính sách tuyên truyền tư tưởng Khổng Mạnh (đã bị quên lãng từ lâu). Ngày 23 tháng 9 năm 1940, Nhật Bản bắt đầu can thiệp vào Đông Dương. Để kiểm soát hoạt động báo chí, Nhật cũng thành lập văn phòng kiểm duyệt và ra thông báo về việc kiểm duyệt toàn bộ xuất bản phẩm và phương tiện tuyên truyền. Ngày 9 tháng 3 năm 1945, Nhật đảo chính Pháp, chế độ thuộc địa của Pháp sụp đổ và Đông Dương trở thành thuộc địa của Nhật. Từ thời Nhật lật đổ Pháp, bộ máy quản lí báo chí không ổn định, nên cơ bản vẫn phải dựa vào vẫn phải dựa vào chính sách báo chí của Pháp để lại. Trong suốt bốn tháng, ngoài việc tuyên truyền về thuyết Đại Đông Á, Nhật Bản và chính quyền thân Nhật đều không ban hành một văn bản quy phạm đáng kể nào về báo chí. Ngày 6 tháng 7 năm 1945, Tổng Lãnh sự Nhật tuyên bố thành lập hãng Thông tấn Đông Dương, đảm nhận toàn bộ việc thông tin ở Đông Dương trong và ngoài xứ, xóa bỏ hoàn toàn hệ thống thông tin của thực dân Pháp. Từ đó, hãng thông tấn Đông Dương và hãng thông tấn Nhật Domei độc quyền kiểm soát thông tin đại chúng tại Đông Dương.

## Sau Cách mạng tháng Tám
Vì chưa kịp xây dựng các quy phạm pháp luật mới thay thế để quản lý đất nước sau cách mạng, ngày 10 tháng 10 năm 1945, Chủ tịch Chính phủ lâm thời ban hành Sắc lệnh số 47, qua đó các bộ luật của chế độ cũ sẽ được giữ nguyên, đồng nghĩa chế độ báo chí thời Pháp thuộc vẫn còn được áp dụng. Việc tái thiết lập chế độ kiểm duyệt báo chí bị các nhà báo Sài Gòn cho là "một việc làm vô lý và vô ý thức". Ngày 29 tháng 3 năm 1946, Sắc lệnh số 41 – văn bản pháp quy đầu tiên của Chính phủ Liên hiệp kháng chiến được ban hành, qua đó không cần phải làm thủ tục xin phép mà chỉ cần khai báo với chính quyền, đồng thời phải qua thủ tục kiểm duyệt nội dung xuất bản phẩm.

## Giai đoạn 1954-1975

### Miền Bắc
Báo chí Miền Bắc trong giai đoạn này do nhà nước Việt Nam Dân chủ Cộng hòa kiểm soát. Trước khi Phong trào Nhân Văn - Giai Phẩm bị đàn áp vẫn tồn tại báo do tư nhân xuất bản nhưng sau sự kiện này chỉ còn báo của Đảng Lao động Việt Nam, nhà nước và các tổ chính chính trị - xã hội do Đảng Lao động kiểm soát. Báo chí miền Bắc hoạt động theo tôn chỉ của Lenin "báo chí không những là người tuyên truyền tập thể, cổ động tập thể mà còn là người tổ chức tập thể". Chính quyền miền Bắc quản lý báo chí, trực tiếp điều hành một số tờ báo. Tại miền Bắc hình thành một nền báo chí phù hợp với mô hình chủ nghĩa xã hội trong điều kiện miền Bắc lúc đó. Báo chí miền Bắc chủ yếu vẫn là hệ thống báo Đảng, nhà nước và các tổ chức quần chúng, ngoài ra còn có báo của một số ngành nghề, báo của địa phương. Về mặt thể loại có một số loại như chính trị xã hội, văn hóa - văn nghệ, khoa học - kỹ thuật...

### Miền Nam
Vào đầu thập niên 1970 có 36 tờ nhật báo ra hàng ngày. Tính bình quân là 56 ấn bản mỗi 1000 dân.

## Giai đoạn 1986 đến nay
Mặc dầu thời kỳ Đổi mới đã thay đổi một số cơ cấu trong truyền thông báo chí tại Việt Nam, chính phủ vẫn giữ vai trò chủ đạo để định hướng cho báo chí. Theo đó thì ở Việt Nam không có báo chí do tư nhân sở hữu. Trong số 706 tờ báo gồm 178 báo và 528 tạp chí thì tất cả đều là cơ quan của nhà nước. Theo Linh mục Anton Lê Ngọc Thanh, qua thống kê nhà nước, vào năm 2016 có hơn 18 ngàn nhà báo được cấp thẻ. Tuy nhiên, tất cả họ đều bị khống chế bởi đường lối và chính sách.
Theo thông tin từ Bộ Thông tin và Truyền thông Việt Nam, tính đến ngày 25/12/2014, cả nước Việt Nam có 838 cơ quan báo chí in với 1.111 ấn phẩm báo chí (trong đó các cơ quan Trung ương có 86 báo in và 507 tạp chí; địa phương có 113 báo in và 132 tạp chí); 67 đài phát thanh, truyền hình Trung ương và địa phương; trong đó có 02 đài quốc gia, 01 đài truyền hình kỹ thuật số, 64 đài phát thanh, truyền hình địa phương; 90 báo và tạp chí điện tử, 215 trang tin điện tử tổng hợp của các cơ quan báo chí.
Ngày 20 tháng 6 năm 2018, Thủ tướng Chính phủ Việt Nam Nguyễn Xuân Phúc cho biết vào thời điểm này có hơn 36.000 người đang làm việc trong lĩnh vực báo chí ở Việt Nam với gần 850 cơ quan báo chí, hơn 18.000 nhà báo được cấp thẻ và hơn 22.000 hội viên Hội Nhà báo Việt Nam.

### Văn bản luật
- Chủ tịch Chính phủ lâm thời Việt Nam Dân chủ Cộng hòa (1945), Sắc lệnh số 47 về việc tạm thời giữ nguyên các luật lệ hiện hành ở Bắc, Trung, Nam Bộ.
- Chủ tịch Chính phủ Việt Nam Dân chủ Cộng hòa (1946), Sắc lệnh số 41 về việc quy định chế độ báo chí.
- Chủ tịch nước Việt Nam Dân chủ Cộng hòa (1956), Sắc lệnh số 282/SL về việc quy định chế độ báo chí

Bản mẫu:Báo chí Việt Nam